# Lijst van voetbalinterlands Saint Vincent en de Grenadines - Trinidad en Tobago
Deze lijst van voetbalinterlands is een overzicht van alle officiële voetbalwedstrijden tussen de nationale teams van Saint Vincent en de Grenadines en Trinidad en Tobago. De landen speelden tot op heden achttien keer tegen elkaar. De eerste ontmoeting, een vriendschappelijke wedstrijd, werd gespeeld in Paramaribo (Suriname) op 18 november 1979. Het laatste duel, een groepswedstrijd tijdens de CONCACAF Nations League 2022/23, vond plaats op 13 juni 2022 in Port of Spain.

## Wedstrijden
| №  | Plaats        | Datum            | Competitie                      | Wedstrijd                                | Uitslag |
| -- | ------------- | ---------------- | ------------------------------- | ---------------------------------------- | ------- |
| 1  | Paramaribo    | 18 november 1979 | Vriendschappelijk               | St. Vincent en de Gren. – Trinidad en T. | 2 – 1   |
| 2  | San Juan      | 19 oktober 1981  | Vriendschappelijk               | Trinidad en T. – St. Vincent en de Gren. | 2 – 0   |
| 3  | Kingstown     | 24 februari 1985 | Vriendschappelijk               | St. Vincent en de Gren. − Trinidad en T. | 1 − 1   |
| 4  | Kingston      | 21 mei 1993      | Caribbean Cup 1993              | St. Vincent en de Gren. − Trinidad en T. | 2 − 4   |
| 5  | George Town   | 30 juli 1995     | Caribbean Cup 1995              | Trinidad en T. − St. Vincent en de Gren. | 5 − 0   |
| 6  | Port of Spain | 2 juli 2000      | Vriendschappelijk               | Trinidad en T. − St. Vincent en de Gren. | 1 − 2   |
| 7  | Kingstown     | 18 augustus 2004 | 2006 kwalificatie               | St. Vincent en de Gren. − Trinidad en T. | 0 − 2   |
| 8  | Port of Spain | 17 november 2004 | WK 2006 kwalificatie            | Trinidad en T. − St. Vincent en de Gren. | 2 − 1   |
| 9  | Port of Spain | 9 januari 2005   | Caribbean Cup 2005 kwalificatie | Trinidad en T. − St. Vincent en de Gren. | 3 − 1   |
| 10 | Kingstown     | 16 januari 2005  | Caribbean Cup 2005 kwalificatie | St. Vincent en de Gren. − Trinidad en T. | 1 − 0   |
| 11 | Port of Spain | 7 oktober 2006   | Vriendschappelijk               | Trinidad en T. − St. Vincent en de Gren. | 5 − 0   |
| 12 | Marabella     | 2 november 2010  | Caribbean Cup 2010 kwalificatie | Trinidad en T. − St. Vincent en de Gren. | 6 − 2   |
| 13 | Bacolet       | 14 november 2012 | Caribbean Cup 2012 kwalificatie | Trinidad en T. − St. Vincent en de Gren. | 1 − 1   |
| 14 | Kingstown     | 25 maart 2016    | WK 2018 kwalificatie            | St. Vincent en de Gren. − Trinidad en T. | 2 − 3   |
| 15 | Port of Spain | 29 maart 2016    | WK 2018 kwalificatie            | Trinidad en T. − St. Vincent en de Gren. | 6 − 0   |
| 16 | Georgetown    | 11 augustus 2019 | Vriendschappelijk               | St. Vincent en de Gren. − Trinidad en T. | 1 − 0   |
| 17 | Kingstown     | 10 juni 2022     | CONCACAF Nations League 2022/23 | St. Vincent en de Gren. − Trinidad en T. | 0 − 2   |
| 18 | Port of Spain | 13 juni 2022     | CONCACAF Nations League 2022/23 | Trinidad en T. − St. Vincent en de Gren. | 4 − 1   |

## Samenvatting
| Competitie           | Totaal gespeeld | Winst St. Vincent en de Gren. | Gelijk | Winst Trinidad en T. | Doelsaldo St. Vincent en de Gren. – Trinidad en T. |
| -------------------- | --------------- | ----------------------------- | ------ | -------------------- | -------------------------------------------------- |
| WK-kwalificatie      | 4               | 0                             | 0      | 4                    | 3 − 13                                             |
| CONCACAF Nat. League | 2               | 0                             | 0      | 2                    | 1 − 6                                              |
| Caribbean Cup        | 2               | 0                             | 0      | 2                    | 2 − 9                                              |
| Caribbean Cup-kwal.  | 4               | 1                             | 1      | 2                    | 5 − 10                                             |
| Vriendschappelijk    | 6               | 3                             | 1      | 2                    | 6 − 10                                             |
| Totaal               | 17              | 4                             | 2      | 11                   | 17 − 46                                            |

SVGFF · A-internationals · Vrouwenelftal van Saint Vincent en de Grenadines
Amerikaanse Maagdeneilanden ·
Anguilla ·
Antigua en Barbuda ·
Aruba ·
Bahama's ·
Barbados ·
Belize ·
Bermuda ·
Britse Maagdeneilanden ·
Canada ·
Costa Rica ·
Cuba ·
Curaçao ·
Dominica ·
Dominicaanse Republiek ·
El Salvador · 
Grenada ·
Guatemala ·
Guyana ·
Haïti ·
Honduras ·
Jamaica ·
Kaaimaneilanden ·
Mexico ·
Montserrat ·
Nederlandse Antillen ·
Nicaragua ·
Puerto Rico ·
Saint Kitts en Nevis ·
Saint Lucia ·
Suriname ·
Trinidad en Tobago ·
Turks- en Caicoseilanden ·
Verenigde Staten
TTFF · A-internationals · Bondscoaches · Selecties · Statistieken · Olympisch elftal · Vrouwenelftal van Trinidad en Tobago · Trinidad U21 · Trinidad U19 · Trinidad U17
Gold Cup 1991 · 
Gold Cup 1993 · 
Gold Cup 1996 · 
Gold Cup 1998 · 
Gold Cup 2000 · 
Gold Cup 2002 · 
Gold Cup 2005 · 
Gold Cup 2007 · 
Gold Cup 2009 · 
Gold Cup 2011 · 
Gold Cup 2013
WK 2006
1934 · 
1935 · 
1936 · 
1937 · 
1938 · 
1939 · 
1940 · 
1941 · 
1942 · 
1943 · 
1944 · 
1945 · 
1946 · 
1947 · 
1948 · 
1949 · 
1950 · 
1951 · 
1952 · 
1953 · 
1954 · 
1955 · 
1956 · 
1957 · 
1958 · 
1959 · 
1960 · 
1961 · 
1962 · 
1963 · 
1964 · 
1965 · 
1966 · 
1967 · 
1968 · 
1969 · 
1970 · 
1971 · 
1972 · 
1973 · 
1974 · 
1975 · 
1976 · 
1977 · 
1978 · 
1979 · 
1980 · 
1981 · 
1982 · 
1983 · 
1984 · 
1985 · 
1986 · 
1987 · 
1988 · 
1989 · 
1990 · 
1991 · 
1992 · 
1993 · 
1994 · 
1995 · 
1996 · 
1997 · 
1998 · 
1999 · 
2000 · 
2001 · 
2002 · 
2003 · 
2004 · 
2005 · 
2006 · 
2007 · 
2008 · 
2009 · 
2010 · 
2011 · 
2012 · 
2013 · 
2014 ·
2015 ·
2016 ·
2017 ·
2018 ·
2019 ·
2020 ·
2021 ·
2022
Anguilla · 
Antigua en Barbuda ·
Argentinië ·
Azerbeidzjan · 
Bahama's ·
Bahrein · 
Barbados · 
Belize · 
Bermuda · 
Bolivia ·
Botswana · 
Britse Maagdeneilanden · 
Canada · 
Chili · 
China · 
Colombia · 
Costa Rica · 
Cuba · 
Curaçao · 
Dominicaanse Republiek ·
Ecuador ·
Egypte ·
El Salvador ·
Engeland ·
Estland ·
Finland ·
Grenada ·
Guatemala ·
Guyana ·
Haïti ·
Honduras ·
Ierland ·
IJsland ·
India ·
Irak ·
Iran ·
Jamaica ·
Japan ·
Jordanië ·
Kaaimaneilanden · 
Kenia · 
Koeweit ·
Marokko ·
Mexico ·
Montserrat ·
Nederlandse Antillen ·
Nicaragua ·
Nieuw-Zeeland ·
Noord-Ierland ·
Noorwegen · 
Oostenrijk · 
Panama ·
Paraguay ·
Peru ·
Puerto Rico ·
Roemenië ·
Saint Kitts en Nevis ·
Saint Lucia ·
Saint Vincent en de Grenadines ·
Saoedi-Arabië · 
Schotland ·
Slovenië ·
Suriname ·
Tadzjikistan ·
Taiwan ·
Thailand ·
Tsjechië · 
Uruguay · 
Venezuela · 
Verenigde Arabische Emiraten ·
Verenigde Staten ·
Wales · 
Zuid-Afrika ·
Zuid-Korea ·
Zweden
Engeland (2006) · 
Paraguay (2006) · 
Zweden (2006)